# District judiciaire de Ciudad Rodrigo
Le district judiciaire de Ciudad Rodrigo est un district judiciaire espagnol de la province de Salamanque, en Castille et León, Espagne. 

## Liste des communes
Communes du district judiciaire :
- Agallas
- Alba de Yeltes
- Aldea del Obispo
- Aldehuela de Yeltes
- Boada
- Campillo de Azaba
- Carpio de Azaba
- Casillas de Flores
- Castillejo de Martín Viejo
- Castraz
- Cilleros de la Bastida
- Ciudad Rodrigo
- Dios le Guarde
- El Bodón
- El Cabaco
- El Maíllo
- El Payo
- El Sahugo
- Espeja
- Fuenteguinaldo
- Fuentes de Oñoro
- Gallegos de Argañán
- Herguijuela de Ciudad Rodrigo
- Ituero de Azaba
- La Alameda de Gardón
- La Alamedilla
- La Alberca
- La Alberguería de Argañán
- La Atalaya
- La Bouza
- La Encina
- Las Casas del Conde
- Martiago
- Martín de Yeltes
- Mogarraz
- Monforte de la Sierra
- Monsagro
- Morasverdes
- Nava de Francia
- Navasfrías
- Pastores
- Peñaparda
- Puebla de Azaba
- Puerto Seguro
- Retortillo
- Robleda
- Saelices el Chico
- San Martín del Castañar
- San Miguel del Robledo
- Sancti-Spíritus
- Serradilla del Arroyo
- Serradilla del Llano
- Tenebrón
- Villar de Argañán
- Villar de Ciervo
- Villar de la Yegua
- Villasrubias
- Zamarra